# Proctacanthus vittatus
Proctacanthus vittatus är en tvåvingeart som beskrevs av Lynch Arribalzaga 1880. Proctacanthus vittatus ingår i släktet Proctacanthus och familjen rovflugor. Inga underarter finns listade i Catalogue of Life.